# Baie de Cumberland Est
Pour les articles homonymes, voir Cumberland et Baie de Cumberland.
Ne doit pas être confondu avec Baie Cumberland.
La baie de Cumberland Est, en anglais : Cumberland East Bay, est la partie orientale de la baie de Cumberland, située au nord-est de la Géorgie du Sud. Elle donne sur l'ancienne station baleinière de Grytviken et la station de recherche de King Edward Point.
L'embouchure de la baie de Cumberland Est est délimitée par Sappho Point et Barff Point, distants de 3 milles (4,8 km). La baie s'étend sur 8 milles (12,9 km) en direction du sud-est. Elle est explorée par l'expédition Antarctic suédoise (1901–1904), qui la nomme « Baie du Sud ». Elle est cartographie avec précision en 1926–1929 par les membres des Discovery Investigations et renommée « Baie Est Cumberland » (en anglais : East Cumberland Bay), ce qui décrit mieux sa position position géographique. La version raccourcie de « Baie Est » (en anglais : East Bay) est également utilisée à l'époque. À la suite de la South Georgia Survey de 1951–1952, le UK Antarctic Place-Names Committee propose que le nom Cumberland East Bay soit retenu et que toutes les autres variantes soient abandonnées. Cela permet de centraliser les informations sur la baie de Cumberland au même endroit dans les index et permet d'éviter toute confusion avec la East Bay dans le Prince Olav Harbour, en Géorgie du Sud.
Du 22 au 24 avril 1982, pendant la guerre des Malouines, les hommes du Special Boat Service britannique tentent de traverser la baie de Cumberland Est. Ils avaient été déposés dans la baie Hound (en) et avaient traversé la vallée Sörling (en), mais ils ne purent attaqués les positions argentines en raison de chutes de neige incessantes et de la glace. 

### Sources et bibliographie
- (en) B. Stonehouse, Encyclopedia of Antarctica and the Southern Oceans, 2002,  (ISBN 0-471-98665-8)